# سیستم کنترل شبکه ای
سیستم کنترل شبکه ای (NCS) یک سیستم کنترلی است که در آن حلقه‌های کنترل از طریق یک شبکه ارتباطی بسته می‌شوند. ویژگی تعیین‌کننده یک NCS این است که سیگنال‌های کنترل و بازخورد بین اجزای سیستم در قالب بسته‌های اطلاعاتی از طریق یک شبکه رد و بدل می‌شوند.

## بررسی اجمالی
عملکرد یک NCS معمولی با استفاده از چهار عنصر اساسی ایجاد می‌شود:
1. حسگرها، برای به دست آوردن اطلاعات
2. کنترل‌کننده‌ها، برای ارائه تصمیم و فرمان
3. عملگرها، برای اجرای دستورها کنترلی
4. شبکه ارتباطی، برای امکان تبادل اطلاعات

مهم‌ترین ویژگی NCS این است که فضای مجازی را به فضای فیزیکی متصل می‌کند و امکان اجرای چندین کار از فاصله دور را فراهم می‌کند. علاوه بر این، NCSها سیم کشی غیرضروری را حذف می‌کنند که پیچیدگی و هزینه کلی در طراحی و پیاده‌سازی سیستم‌های کنترل را کاهش می‌دهد. آن‌ها همچنین می‌توانند به راحتی با اضافه کردن حسگرها، عملگرها و کنترل کننده‌ها به آن‌ها با هزینه نسبتاً کم و بدون تغییر عمده در ساختار آن‌ها اصلاح یا ارتقا یابند. علاوه بر این، NCSها با به اشتراک گذاری کارآمد داده‌ها بین کنترل کننده‌های خود، می‌توانند به راحتی اطلاعات جهانی را برای تصمیم‌گیری هوشمندانه در فضاهای فیزیکی بزرگ ترکیب کنند. کاربردهای بالقوه آن‌ها متعدد است و طیف گسترده‌ای از صنایع، مانند اکتشافات فضایی و زمینی، دسترسی در محیط‌های خطرناک، اتوماسیون کارخانه‌ها، تشخیص و عیب‌یابی از راه دور، تأسیسات آزمایشی، ربات‌های خانگی، هواپیما، نظارت بر کارخانه‌های تولیدی، خانه‌های سالمندان و تله پورت‌ها را پوشش می‌دهد. در حالی که کاربردهای بالقوه NCSها متعدد هستند، کاربردهای اثبات شده کم هستند، و فرصت واقعی در حوزه NCSها در توسعه کاربردهای دنیای واقعی است که پتانسیل منطقه را درک می‌کنند.

### انواع شبکه‌های ارتباطی
فیلدباس‌ها، به عنوان مثال CAN, LON و غیره
IP/Ethernet
شبکه‌های بی‌سیم، به عنوان مثال بلوتوث، ZigBee، و Z-Wave اصطلاح سیستم کنترل شبکه بی‌سیم (WNCS)اغلب در این اتصال استفاده می‌شود.

### مشکلات و راه حل‌ها

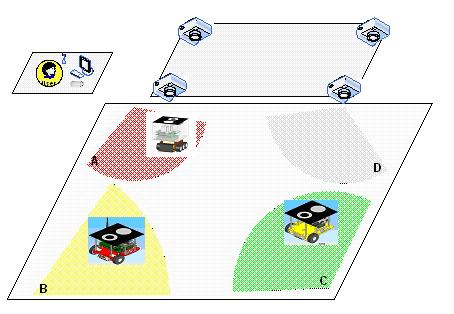

ظهور و توسعه اینترنت همراه با مزایای ارائه شده توسط NCS مورد توجه محققان در سراسر جهان قرار گرفت. در کنار مزایا، چالش‌های متعددی نیز پدید آمدند که منجر به بسیاری از موضوعات تحقیقاتی مهم شد.
استراتژی‌های کنترل جدید، سینماتیک عملگرها در سیستم‌ها، قابلیت اطمینان و امنیت ارتباطات، تخصیص پهنای باند، توسعه قرار دادهای ارتباطی داده‌ها، تشخیص خطای متناظر و استراتژی‌های کنترل تحمل خطا، جمع‌آوری اطلاعات زمان واقعی و پردازش کارآمد داده‌های حسگرها برخی از موضوعات نسبی مورد مطالعه در عمق هستند.
قرار دادن شبکه ارتباطی در حلقه کنترل بازخورد، تحلیل و طراحی یک کمپلکس NCS را ایجاد می‌کند، زیرا تاخیره ای زمانی بیشتری را در حلقه‌های کنترل یا احتمال از دست دادن بسته‌ها تحمیل می‌کند. بسته به کاربرد، تأخیرهای زمانی می‌تواند باعث کاهش شدید عملکرد سیستم شود.
برای کاهش اثر تأخیر زمانی، Y. Tissuwan و M-Y. Chow، در آزمایشگاه ADAC در دانشگاه ایالتی کارولینای شمالی، روش میان افزار برنامه‌ریز بهره (GSM)را پیشنهاد دادند و آن را در iSpace به کار بردند. S. Monir و W.J. Book (مؤسسه فن آوری جورجیا) از یک پیش‌بینی کننده اسمیت، یک فیلتر کالمن و یک تنظیم کننده انرژی برای انجام عملیات از طریق اینترنت استفاده کردند.
K.C. Lee, S. Lee و H.H. Lee از یک الگوریتم ژنتیک برای طراحی یک کنترلر استفاده شده در NCS استفاده کردند. بسیاری از محققان دیگر با استفاده از مفاهیمی از چندین حوزه کنترل مانند کنترل قوی، کنترل تصادفی بهینه، کنترل پیش‌بینی کننده مدل، منطق فازی و غیره راه حل‌هایی ارائه کردند.
یک مسئله بسیار مهم و حیاتی در مورد طراحی NCSهای توزیع شده با پیچیدگی فزاینده پی درپی، برآورده کردن الزامات مربوط به قابلیت اطمینان و قابل اعتماد بودن سیستم است، در حالی که عملکرد بالای سیستم را در یک محدوده عملیاتی گسترده تضمین می‌کند. این امر باعث می‌شود که تکنیک‌های تشخیص و عیب‌یابی مبتنی بر شبکه، که برای نظارت بر عملکرد سیستم ضروری هستند، بیش از پیش مورد توجه قرار گیرند.

## بیشتر خواندن
- D. Hristu-Varsakelis and W. S. Levine (Ed.): Handbook of Networked and Embedded Control Systems, 2005. شابک ‎۰−۸۱۷۶−۳۲۳۹−۵.
- Hespanha, J. P.; Naghshtabrizi, P.; Xu, Y. (2007). "A Survey of Recent Results in Networked Control Systems". Proceedings of the IEEE. 95 (1): 138–162. CiteSeerX 10.1.1.112.3798. doi:10.1109/JPROC.2006.887288. S2CID 5660618.
- Quevedo, D. E.; Nesic, D. (2012). "Robust stability of packetized predictive control of nonlinear systems with disturbances and Markovian packet losses" (PDF). Automatica. 48 (8): 1803–1811. doi:10.1016/j.automatica.2012.05.046. hdl:1959.13/933538.
- Pin, G.; Parisini, T. (2011). "Networked Predictive Control of Uncertain Constrained Nonlinear Systems: Recursive Feasibility and Input-to-State Stability Analysis". IEEE Transactions on Automatic Control. 56 (1): 72–87. doi:10.1109/TAC.2010.2051091. hdl:10044/1/15547. S2CID 14365396.
- S. Tatikonda, Control under communication constraints, MIT Ph.D dissertation, 2000. http://dspace.mit.edu/bitstream/1721.1/16755/1/48245028.pdf
- O. Imer, Optimal estimation and control under communication network constraints, UIUC Ph.D. dissertation, 2005. http://decision.csl.uiuc.edu/~imer/phdsmallfont.pdf%5Bپیوند+مرده%5D
- Y. Q. Wang, H. Ye and G. Z. Wang. Fault detection of NCS based on eigendecomposition, adaptive evaluation and adaptive threshold. International Journal of Control, vol. 80, no. 12, pp. 1903–1911, 2007.
- M. Mesbahi and M. Egerstedt. Graph Theoretic Methods in Multiagent Networks, Princeton University Press, 2010. شابک ‎۹۷۸−۱−۴۰۰۸−۳۵۳۵−۵. https://sites.google.com/site/mesbahiegerstedt/home
- Martins, N. C.; Dahleh, M. A.; Elia, N. (2006). "Feedback stabilization of uncertain systems in the presence of a direct link". IEEE Transactions on Automatic Control. 51 (3): 438–447. doi:10.1109/tac.2006.871940. S2CID 620399.
- Mahajan, A.; Martins, N. C.; Rotkowitz, M. C.; Yuksel, S. "Information structures in optimal decentralized control". Proceedings of the IEEE Conference on Decision and Control. 2012: 1291–1306.
- Dong, J.; Kim, J. (2012). "Markov-chain-based Output Feedback Method for Stabilization of Networked Control Systems with Random Time Delays and Packet Losses". International Journal of Control, Automation, and Systems. 10 (5): 1013–1022. doi:10.1007/s12555-012-0519-x. S2CID 16994214.